# Point of View (Cassandra Wilson)
Point of View è un album della cantante jazz Cassandra Wilson, registrato e mixato nel dicembre 1985 e pubblicato nel 1986.

## Tracce
1. Square Roots – 04:37 (Cassandra Wilson)
2. Blue in Green – 04:07 (Miles Davis)
3. Never – 04:37 (Steve Coleman, Cassandra Wilson)
4. Desperate Move – 07:55 (Steve Coleman)
5. Love and Hate – 08:16 (Grachan Moncur III)
6. I am Waiting 03:36 (Cassandra Wilson)
7. I Wished on the Moon – 03:31 (Dorothy Parker, Ralph rainger)
8. I Thught you Knew – 05:37 (Jean-Paul Bourelly)

## Formazione
- Cassandra Wilson – voce
- Jean-Paul Bourelly – chitarra elettrica
- Steve Coleman – sassofono alto e percussioni
- Grachan Moncur III – trombone
- Jean-Paul Bourelly – chitarra
- Lonnie Plaxico – basso acustico ed elettrico
- Mark Johnson– Percussioni